# Spilogale interrupta

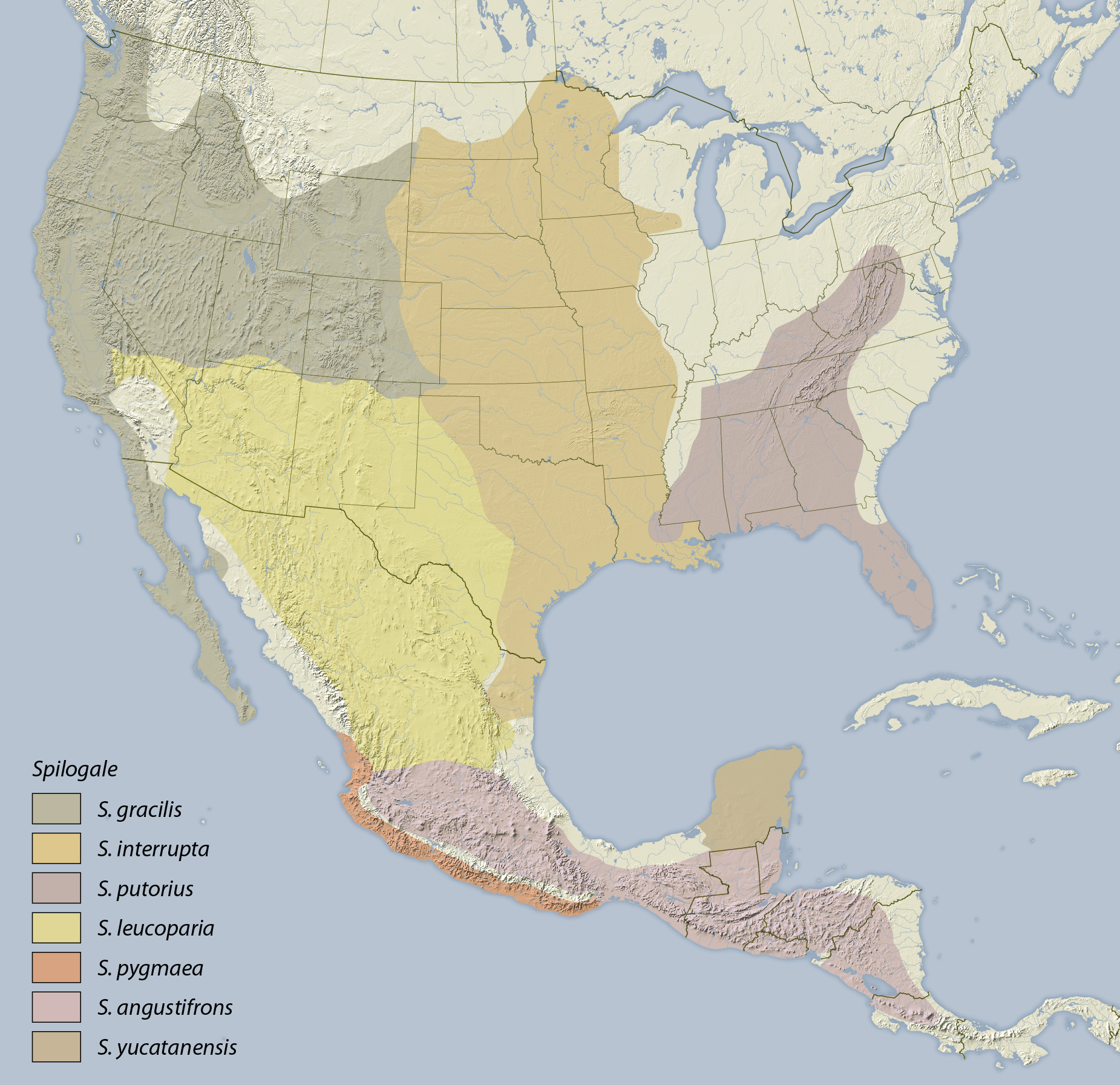
L'areale di Spilogale interrupta (in marrone chiaro) comprende gli Stati Uniti centrali.

Lo skunk macchiato delle Pianure (Spilogale interrupta Rafinesque, 1820) è un mammifero carnivoro della famiglia dei Mefitidi (Mephitidae) presente negli Stati Uniti centrali ad ovest del Mississippi.

## Distribuzione e habitat
La specie vive principalmente nelle Grandi Pianure, ma si trova anche nelle foreste dei monti Ouachita e dell'altopiano d'Ozark, nonché nelle praterie costiere umide meridionali del Texas e della Louisiana occidentale. A nord l'areale si estende leggermente oltre il Minnesota fino alla zona delle foreste canadesi, a sud fino allo stato messicano di Tamaulipas e ad ovest fino alle Montagne Rocciose.
Nelle Grandi Pianure gli skunk non si incontrano nei paesaggi aperti, ma piuttosto nelle foreste ripariali e nelle siepi, nonché nelle regioni cespugliose o rocciose. Prima dell'arrivo dei coloni europei questi animali erano piuttosto rari nelle Grandi Pianure, ma hanno tratto beneficio dalla maggiore copertura garantita dagli edifici e dalle piantagioni limitrofe e dalla presenza del topo domestico (Mus musculus), una preda particolarmente abbondante, divenendo più comuni.

## Descrizione
Come tutti gli skunk macchiati, lo skunk macchiato delle Pianure è più piccolo e molto più simile a una donnola rispetto agli altri membri della famiglia dei Mefitidi e come questi presenta un caratteristico disegno bianco e nero. Rafinesque annotò nella sua descrizione originaria che questi animali presentano sulla loro pelliccia scura due corte strisce bianche parallele sulla testa e otto sul dorso; le quattro sulla parte anteriore del dorso sono della stessa lunghezza e corrono parallele tra loro, mentre le quattro sulla parte posteriore sono più rettangolari e puntano ad angolo in direzioni diverse.

## Tassonomia
Lo skunk macchiato delle Pianure venne descritto per la prima volta nel 1820 dal poliedrico naturalista americano Constantine S. Rafinesque-Schmaltz, ma in seguito venne assegnato come sottospecie allo skunk macchiato orientale (Spilogale putorius). Località tipo è la Louisiana. A metà del 2021 il taxon ha ricevuto nuovamente lo status di specie separata dopo che gli studiosi hanno stabilito che si differenzia chiaramente dal punto di vista genetico dallo skunk macchiato orientale, dal momento che il Mississippi ha impedito il flusso genico tra le due specie.